# Saison 2 de Daredevil: Born Again
Ne doit pas être confondu avec la saison 2 de Daredevil.
Chronologie
Saison 1
La seconde saison de la série télévisée américaine Daredevil: Born Again comporte huit épisodes diffusés à partir de mars 2026.

## Synopsis
Wilson Fisk, le Caïd, continue de renforcer son contrôle sur New York en tant que maire, en utilisant la force anti-vigilante qu'il a mise en place pour éliminer les justiciers et écraser toute opposition. Face à cette menace, Matt Murdock, alias Daredevil, rassemble des alliés pour résister à Fisk et à son régime autoritaire. Ensemble, ils forment un mouvement de résistance contre Fisk et son administration, prêts à lutter contre l'oppression et à défendre la ville.

## Distribution

### Acteurs principaux
- Charlie Cox (VF : Sylvain Agaësse) : Matt Murdock / Daredevil
- Vincent D'Onofrio (VF : Thierry Hancisse) : Wilson Fisk / Le Caïd
- Margarita Levieva (VF : Ingrid Donnadieu) : Heather Glenn
- Deborah Ann Woll (VF : Noémie Orphelin) : Karen Page
- Elden Henson (VF : Franck Lorrain) : Franklin « Foggy » Nelson
- Wilson Bethel (VF : Franck Monsigny) : Benjamin « Dex » Poindexter / Bullseye
- Jon Bernthal (VF : Jérôme Pauwels) : Frank Castle / Punisher
- Krysten Ritter (VF : Victoria Grosbois) : Jessica Jones
- Ayelet Zurer (VF : Françoise Cadol) : Vanessa Marianna-Fisk (en)

### Acteurs récurrents
- Genneya Walton (VF : Jaynelia Coadou) : BB Urich
- Arty Froushan (en) (VF : Thibaut Lacour) : Buck Cashman / Bullet
- Clark Johnson (VF : Gilles Morvan) : Cherry
- Michael Gandolfini (VF : Aurélien Raynal) : Daniel Blake
- Nikki M. James (en) (VF : Alice Taurand) : Kirsten McDuffie
- Zabryna Guevara (VF : Daria Levannier) : Sheila Rivera
- Tony Dalton (VF : Arnaud Léonard) : Jack Duquesne / Swordsman
- Camila Rodriguez (VF : Lisa Caruso) : Angela del Toro
- Susan Varon (VF : Angélique Rivoux) : Josie
- Jeremy Earl (en) : Cole North
- Hamish Allan-Headley : Powell
- Daniel Echevarria (en) : Officier San Miguel
- Ashley Marie Ortiz : Soledad Ayala
- Pat Kiernan (en) : lui-même
- Cillian O'Sullivan (en) : Delvin
- Gino Anthony Pesi (en) (VF : Charlie Beaubourg) : Viktor
- Ruibo Qian (en) : Angie Kim
- Victor Verhaeghe : Carlo
- John Benjamin Hickey : Benjamin Hochberg
- Johnny M. Wu : Forrest Tam
- Jefferson Cox : Kel Shanahan
- Elizabeth A. Davis (en) (VF : Julie Turin) : Sofija Ozola
- Charlie Hudson III (VF : Baptiste Marc) : Leroy Bradford

## Diffusion
Les huit épisodes seront diffusés en ligne sur le service de streaming de Disney+ à partir de mars 2026.